# Crossplay

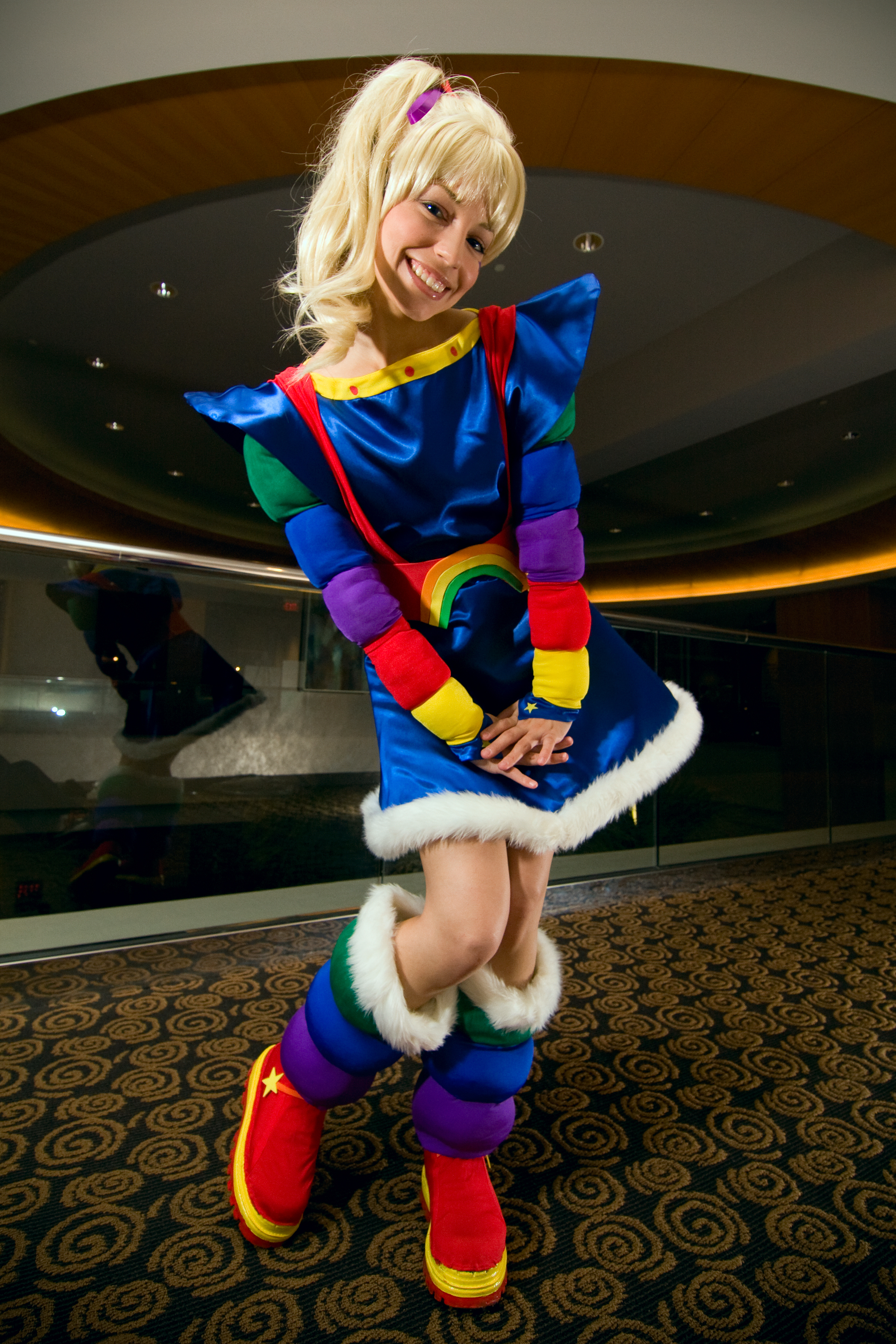
Cosplayer de Rainbow Brite en Youmacon (2008).

El crossplay (contracción de cross-dressing y cosplay) es un término popular que refiere a una variante del cosplay en el que una persona se disfraza de un personaje del género opuesto. Debido a que es una variación del cosplay, es popularmente relacionado con la cultura popular y los medios de Japón como los personajes de manga y los personajes de videojuegos, pudiendo también extenderse a otros medios como la televisión, el cine y otros tipos de texto.

## Crossplayde hombre a mujer

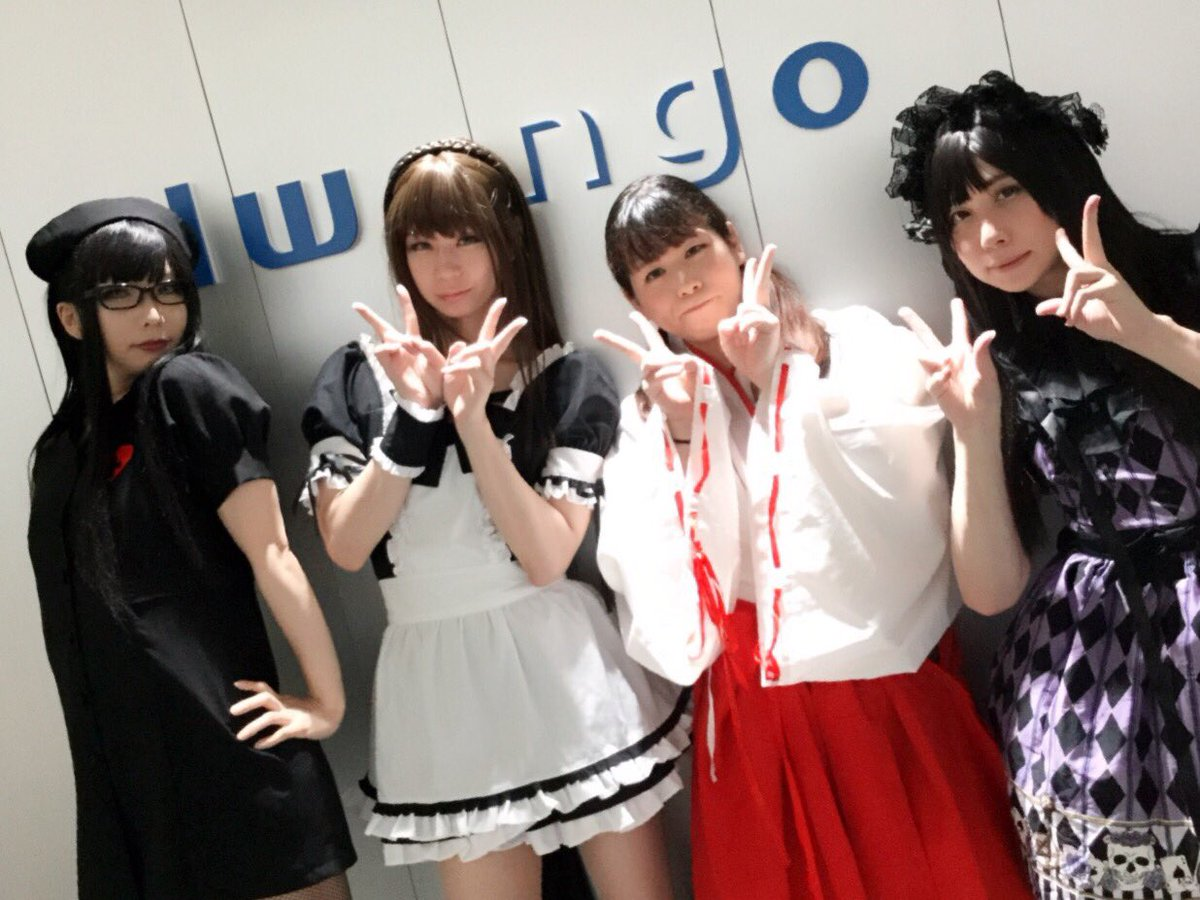
Crossplay chicos japoneses.

El crossplay de hombre a mujer es una variación en la que un hombre se traviste para representar un personaje de ficción femenino. Se enfoca principalmente a la representación física de personajes del arte bishōjo (personajes ficticios femeninos con facciones hermosas) y la cualidad japonesa de la ternura. También se enfoca a la representación del drag exagerado que pretende crear una parodia o burlesque irónico del comportamiento de género y el cosplay tradicional, todo para crear un efecto humorístico visual. Uno de los propósitos del crossplay, es permitir al crossplayer hacerse pasar como una persona real del género opuesto, al hacer una gran imitación del personaje, imitar el aspecto físico y los roles de género.
Algunos personajes populares para el crossplay de hombre a mujer son: los personajes femeninos del manga Sailor Moon, Card Captor Sakura, Maria-sama ga Miteru y Naruto.[cita requerida] Normalmente se hace cosplay de personajes que representen la feminidad tradicional como Miku Hatsune, Sakura Haruno, Usagi Tsukino, etc.[cita requerida]

## Crossplayde mujer a hombre

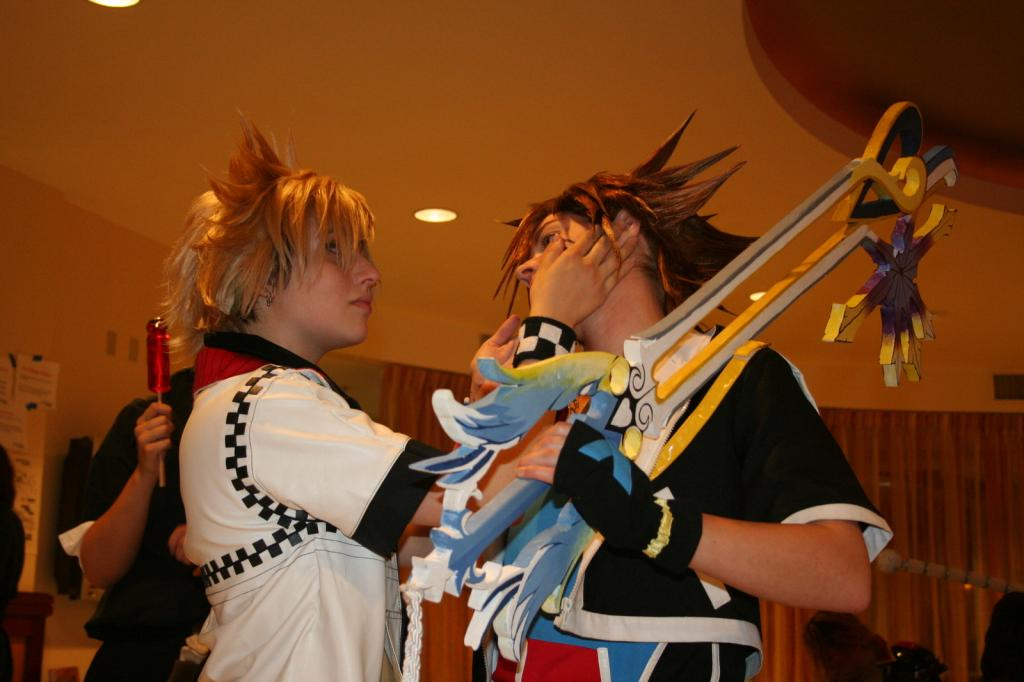
Dos mujeres crossplayers haciendo una pose yaoi

El crossplay mujer a hombre (traducido como femenino a masculino) es una variación del cosplay en la que una mujer se traviste para representar un personaje de ficción masculino. Es la forma más común de crossplay, ya que existe un menor estigma social hacia mujeres que se disfrazan de hombres, que hacia hombres que se disfrazan de mujeres. El crossplay de mujer a hombre tiene el propósito principal de la representación física de personajes masculinos del arte bishōnen. Frecuentemente se hace un rediseño de personajes para el crossplay, el cual involucra trasladar las características masculinas de un personaje femenino a las de un cuerpo femenino (ejemplo: un cosplayer femenino que utiliza el atuendo masculino de Link de The Legend of Zelda, pero que resalta las características anatómicas del cuerpo femenino).
En Japón las crossplayers que visten como personajes masculinos son más comunes y se han convertido en algo tan popular y aceptado que no recibe tanta atención especial como subgénero del cosplay. Personajes masculinos de videojuegos como: Final Fantasy, The Legend of Zelda y Kingdom Hearts; o personajes masculinos de series de manga o anime como: Naruto Uzumaki, Sasuke Uchiha o Ichigo Kurosaki.

## Gender bender
El gender bender es una variante al crossplay, el cual está basado en un cambio de género de personaje (transformar un personaje de género opuesto al tuyo) este es un poco menos visto que el resto de los demás, aunque es más visto en mujeres convirtiendo personajes masculinos en femeninos, ya sea en cambios como cambiar una falda por un pantalón (o viceversa) o alargar o acortar el cabello son algunas de las formas más rápidas de crear este estilo, aunque se han visto cambios más radicales en donde todo el personaje es transformado en su totalidad pero sin perder la esencia del personaje.

## Crossplaygenderplay
El crossplay genderplay o genderfuck es un tipo de crossplay que se enfoca crear una parodia o burlesque de los roles de género tradicionales en la sociedad, convirtiendo el cosplay en un tipo de drag exagerado que pretende crear un efecto humorístico.